# Zeev Yavetz
Pour les articles homonymes, voir Zeev.
Ze’ev (Wolf) Yavetz (Jawitz, Javetz) (hébreu : זאב יעבץ Ze'ev Yaavetz) est un écrivain, historien et enseignant juif des XIXe et XXe siècles (né à Kolno le 26 septembre 1847 et mort à Londres le 24 janvier 1924).

## Éléments biographiques
Wolf Jawitz naît à Kolno, en Pologne, dans une famille d’érudits rabbiniques. Remarqué par Noah Pinès, il épouse sa fille Batya dont le frère Yechiel Michel est un ardent idéologue et militant de mouvement sioniste religieux. Après avoir tenté de se lancer dans les affaires à Varsovie, il se consacre à l’éducation et la littérature. Ses premiers articles paraissent dans Hasha'har de Peretz Smolenskin et Migdal Hamea, édité cinq ans plus tard, assoit sa réputation.
À l’âge de quarante ans, il se joint à la première Aliyah, travaillant brièvement dans les vignobles de Yehoud avant d’intégrer la localité de Zikhron Yaakov, dont il dirige l’école. C’est là qu’il produit la majeure partie de son œuvre et imprime sa marque sur le sionisme religieux.